# Bekasina otavní

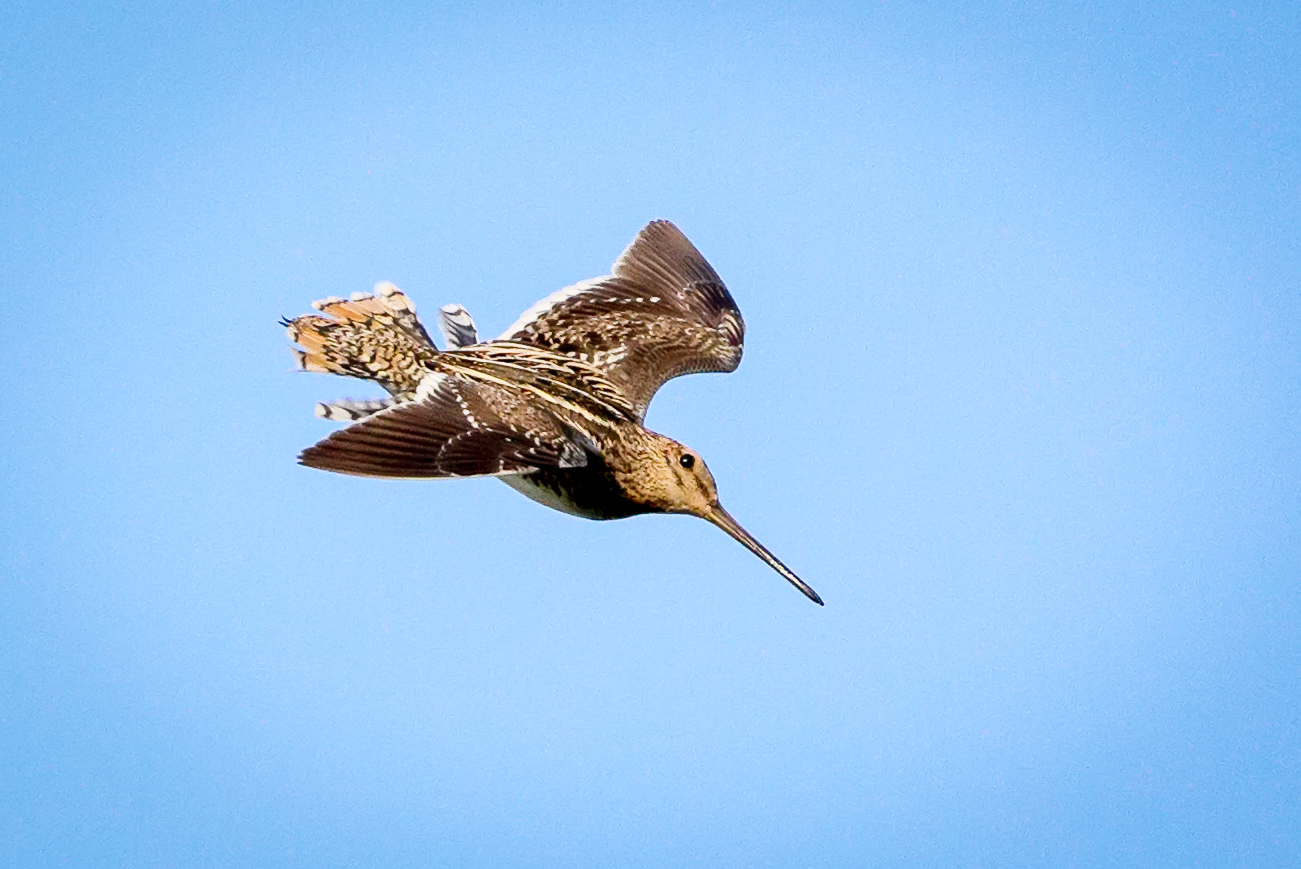
Bekasina otavní v letu

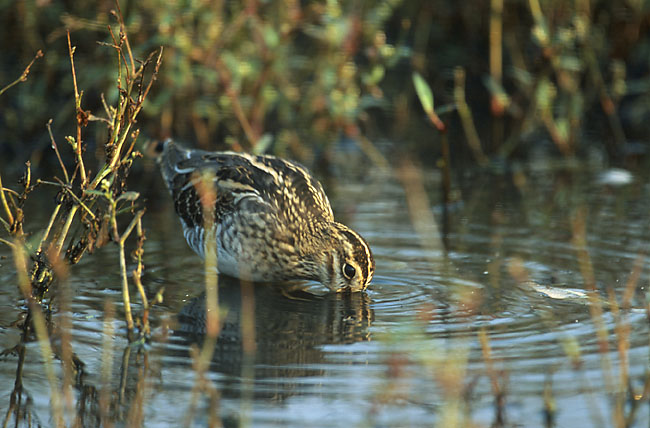
Pták v typickém habitatu při hledání potravy

Bekasina otavní (Gallinago gallinago) je středně velkým druhem bahňáka z čeledi slukovitých (Scolopacidae).

## Popis
Velikosti kosa, podsaditá, s nápadně dlouhým rovným zobákem a krátkýma nohama. Dorůstá délky 25–28 cm, v rozpětí křídel měří 44–47 cm a váží 80–140 g. Svrchu je hnědá, tmavě skvrnitá, se světlými podélnými pruhy na hlavě a hřbetě a kaštanově hnědým, černě pruhovaným ocasem s bílým okrajem. Břicho a zadní okraj křídla má bílý. Obě pohlaví jsou zbarvena stejně.
Je velice podobná bekasině větší (G. media), která se liší o málo větší velikostí, tmavě pruhovaným břichem a více bíle pruhovanými křídly, avšak bez bílého zadního okraje.
Žije skrytě, při vyplašení vyletuje nízkým klikatým letem a často se opakovaně ozývá nosovým „keč“. Typickým zvukovým projevem jsou mekavé zvuky vydávané samci chvěním ocasních per zejména v ranních a podvečerních hodinách při střemhlavém letu, který předvádí během obletování teritoria. Na zemi se ozývá také rytmickým, často dlouze opakovaným „tik ke tik ke“.

## Rozšíření
Hnízdí na rozsáhlém území Eurasie a v závislosti na počtu uznávaných poddruhů i v Severní Americe. Převážně tažný druh, evropští ptáci zimují v jižní a západní Evropě, Africe (jižně po rovník) a na Britských ostrovech (viz kapitolu Systematika). Podzimní tah vrcholí v srpnu a září, zpět na hnízdiště přilétá hlavně v březnu až dubnu.
Evropská populace je odhadována na 930 tisíc až 1,9 milionu hnízdících párů, z nichž ve střední Evropě hnízdí asi 24–25 tisíc. Nejvyšších populačních hustot přitom dosahuje v Rusku, Skandinávii a na východě střední Evropy. Její stavy v mnohých oblastech výrazně klesají; hlavním důvodem je ztráta přirozeného biotopu spojená zejména s odvodňováním mokřadů a intenzifikací zemědělství.
Na území ČR je pravidelně, avšak řídce hnízdícím druhem; celková populace je zde odhadována na 500–1000 hnízdících párů a silně klesá. Přes naše území také početně protahuje a nepravidelně v počtu 30-70 jedinců i zimuje. Zvláště chráněná jako silně ohrožený druh.

## Stanoviště
Žije na rašeliništích, slatiništích, vlhkých a podmáčených loukách a okrajích rybníků.

## Potrava
Živí se hlavně červy a hmyzem, dále měkkýši, korýši, pavouky a občas i semeny. Po potravě pátrá na bahnech a v mělké vodě, kde píchá do půdy svým dlouhým zobákem. Je jím přitom schopna malou kořist chytit a polknout, aniž by ji musela vytáhnout ze země. Při hledání potravy je ve vodě často ponořená až po břicho, do měkké půdy pak zobák mnohdy zapichuje až po kořen.

## Hnízdění

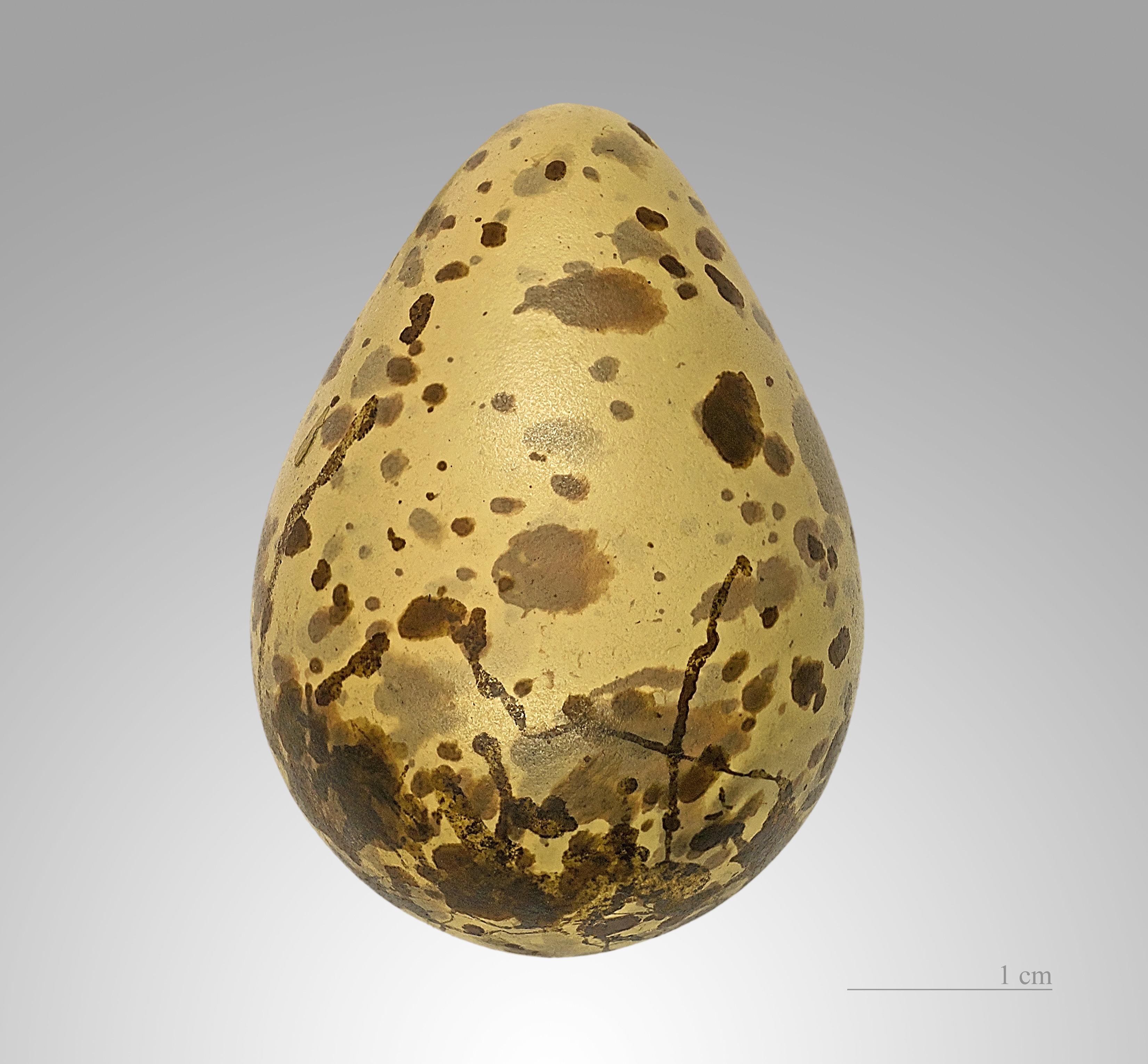
Vejce bekasiny otavní

Hnízdí jednou ročně v dubnu až červenci. Hnízdiště vybírá samec, místo k zahnízdění samice. Hnízdo je na zemi v travinách, vystlané suchým rostlinným materiálem. Samice snáší většinou 4 (3–5) hruškovitá, olivově zelená, tmavě skvrnitá, 39,2 × 28,3 mm velká vejce, na kterých sedí sama po dobu 19–21 dnů, zatímco samec střeží teritorium. Mláďata hnízdo opouští krátce po vylíhnutí a rodiči jsou doprovázená dalších 19–20 dnů, kdy začínají létat. Plné vzletnosti pak dosahují ve věku 4–5 týdnů.

## Zajímavost
Pro Balty, zejména Litevce, byla v pohanském období bekasina posvátným ptákem, spojeným s kultem boha Perkunase (obdoba slovanského Peruna) a nazývali ji Perkūno oželis „Perkunova kozička“.

## Systematika
Polytypický druh s 2-3 poddruhy:
- G. g. gallinago: většina eurasijského areálu, od Britských ostrovů východně až po Kamčatku a západní část Aleutských ostrovů. Tvoří 2 populace. První hnízdí západně od Uralu a zimuje hlavně v jižní a západní Evropě a severní a západní Africe. Druhá populace hnízdí východně od Uralu a na západní Sibiři a zimuje především v jihozápadní Asii a Africe jižně od Sahary.[5][10]
- G. g. faeroensis: hnízdí na Islandu, Faerských ostrovech, Orkenejích a Shetlandách; zimuje na Britských ostrovech.[5]
- Jako další z poddruhů byla v minulosti popsána i bekasina otavní americká (G. g. delicata), lišící se hlavně větším počtem ocasních per. Po zpochybnění této klasifikace Banksem et. al. jej American Ornithologists' Union (2002) a South American Classification Committee (2005) uznali za samostatný druh – bekasinu americkou (G. delicata). BirdLife Taxonomic Working Group však tento krok odmítla učinit s tím, že morfologické rozdíly mezi oběma taxony spočívají pouze na šířce a počtu ocasních per a mnohdy se i překrývají. Klasifikace tohoto taxonu je proto zatím nejistá.[7]